# Anarquismo en Portugal
La historia del anarquismo en Portugal se inicia en la década de 70 del siglo XIX y continúa hasta a la actualidad. Se considera 1886 como el año del inicio de la actividad anarquista en Portugal. Sin embargo, ya antes se sentían las influencias de las ideas de Proudhon en muchos intelectuales, como  Antero de Quental y Eça de Queirós.
Hay por lo menos un nombre más a destacar en el inicio del anarquismo en Portugal: Eduardo Maia, médico que en 1873, aún joven, realizó una conferencia basada en los congresos de la Asociación Internacional de los Trabajadores, cuestionando el derecho de propiedad. Eduardo Maia es considerado fundador de la corriente anarquista polvos-proudhoniana. En 1879 se conecta al Anarcocomunismo de Piotr Kropotkin, y provocó un escándalo al declararse públicamente como anarquista. Formó parte del Grupo Comunista-Anarquista de Lisboa en 1887 y del Grupo Revolución Social en 1894. Colaboró en el semanario socialista "pensamiento social" los años 1870, donde fueron publicados artículos considerados anarquistas. Colaboró también en el "Revoltado" en 1897.

## Historia

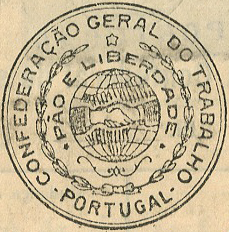
Símbolo de la CGT (Confederación General del Trabajo).

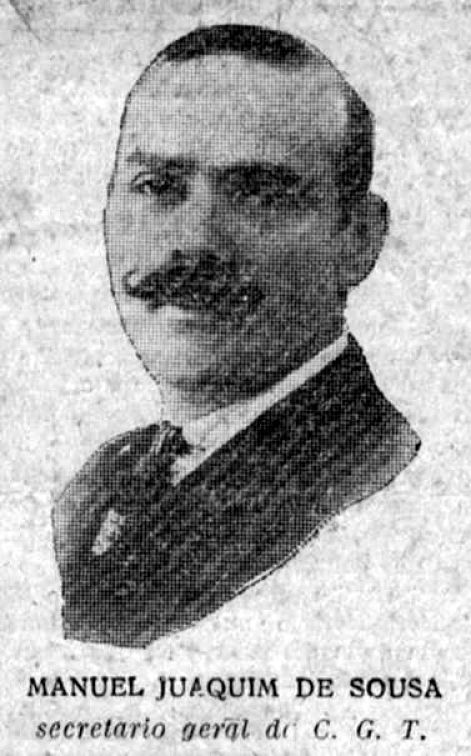
Manuel Joaquim de Sousa, primer secretario general de la CGT.

### Surgimiento de grupos anarquistas
A finales del siglo XIX, se produce el desarrollo de grupos anarquistas, que contribuyeron en el derrocamiento de la monarquía en 1910. Con a 1ª república, hay una gran expansión y es fundada en 1919 la Confederación General del Trabajo (CGT), de tendencia sindicalista revolucionaria y anarcosindicalista.
Con la instauración de la Dictadura Militar, en 1926, y con la dictadura de Salazar que se le siguió, se prohíbe la actividad de los grupos anarquistas. En 1933, la censura previa es legalmente instituida. Los varios periódicos anarquistas, incluyendo “La Batalla”, pasan a ser clandestinos y a ser blanco de persecuciones. En 1938 se intenta asesinar a Salazar. Con el 25 de abril de 1974 hay un nuevo resurgimento del movimiento libertario, aunque  muy reducido.

### Movimiento libertario portugués

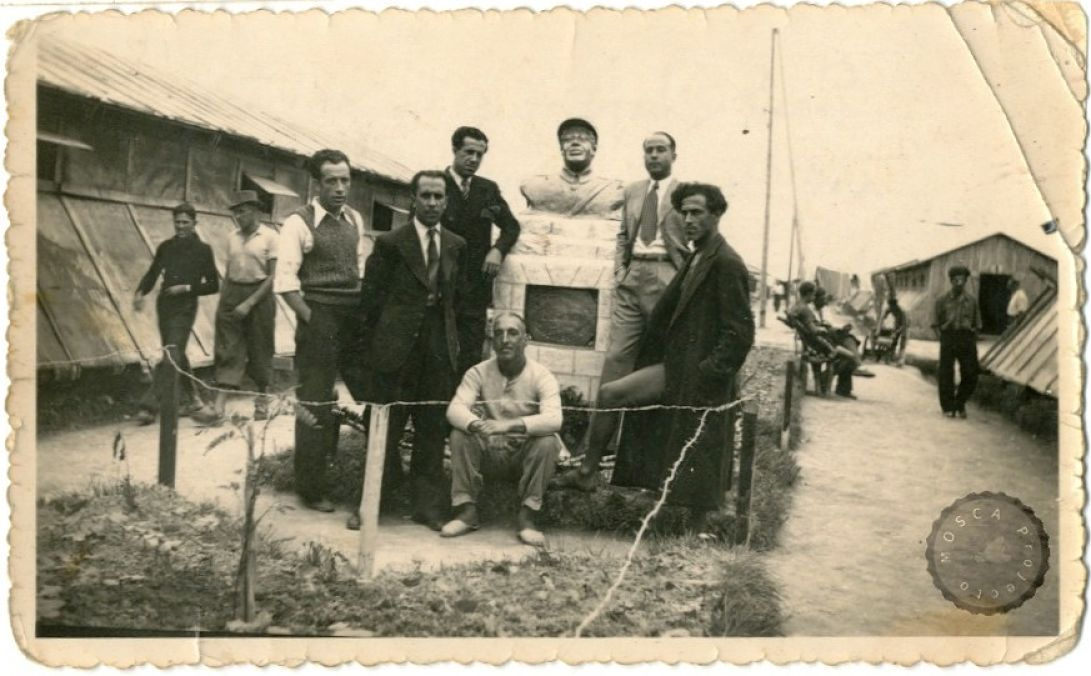
Militantes de la CGT presos en Peniche en 1934.

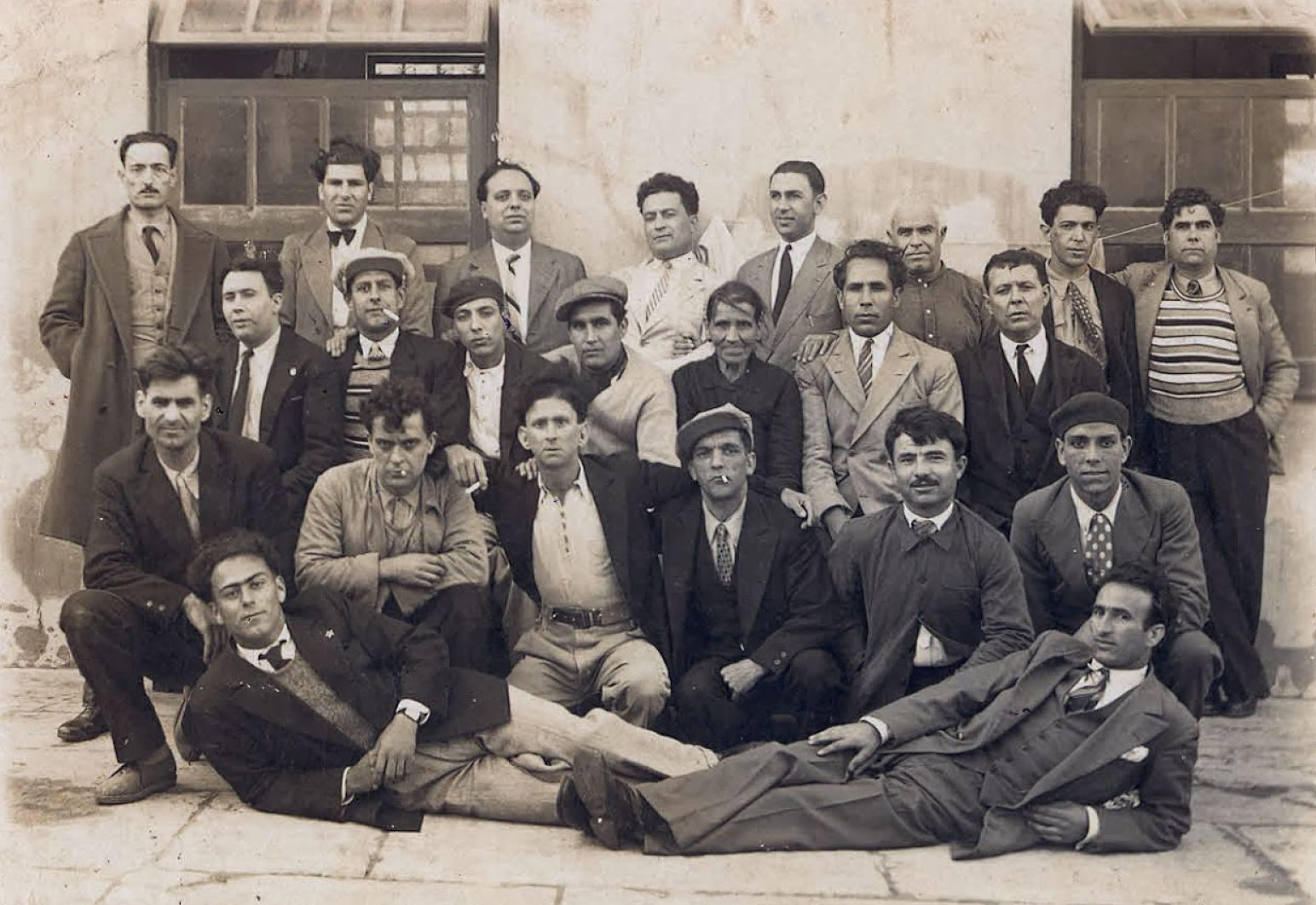
Presos políticos de la CGT en Peniche, en diciembre de 1934.

El inicio del movimiento libertario en Portugal sucede en el año 1886, a partir de la llegada del geógrafo Elisée Reclus al país y de su encuentro con José Antônio Cardoso.
En 1886, se formó un comité anarquista que editó una publicación mensual de nombre: “A Centelha”.
Con excepción del sindicalismo de acción directa, el anarquismo fue el componente del movimiento social que ejerció más influencia en la sociedad portuguesa entre 1886 y 1936.
A partir de 1886, hubo un gran crecimiento del número de grupos anarquistas. Cada año se crearon, de media, cerca de 10 nuevos grupos. La corriente predominante es la del comunismo-anarquismo.
A finales de la monarquía, de 1908 a 1910 los republicanos se aliaron con los anarquistas para implantar a 1ª República, en 5 de octubre de 1910.
Pero, luego en 1911 y 1912, el gobierno republicano reprimió el movimiento obrero, y muchos obreros que apoyaban la república se adhirieron al anarquismo.
El ritmo de constitución de grupos anarquistas se aceleró, pasando de 11 en 1910, luego son creados 61 más en 1911, 50 en 1912, 44 en 1913, 57 en 1914, 35 en 1915. Unos treinta nuevos periódicos vienen a hacer más considerablemente numerosa la prensa específicamente anarquista entre 1911 y 1916. El hecho más significativo, sin embargo, reside tal vez en la creación, por los militantes, de una Federación Anarquista del Sur (1911), de una otra en el Norte (1912) y de una Unión Anarquista de Algarve (1912), motivados por la preocupación y eficacia del movimiento. El ascenso espectacular del socialismo libertario parece tanto más irresistible en la medida en que sus partidarios toman parte en el movimiento sindical en el Congreso de Tomar, en 1914.
En 1923 se crea la Unión Anarquista Portuguesa (UAP).
Los años 20 fueron años de grandes movimientos sociales en que los anarquistas tuvieron un papel importante.
En 1926, tuvo lugar en Marsella, el Congreso de la Federación de Grupos Anarquistas de Lengua española en Francia, de 13 a 16 de mayo. Este congreso había acordado constituir la Federación Anarquista Ibérica (FAI) así como que la sede de dicho organismo, dadas las condiciones anormales en las que se encontraba la España del momento, fuera fijada en Lisboa, encargándose la UAP de ese trabajo, la cual oportunamente promovería «un Congreso Ibérico para dar carácter definitivo a la dicha Federación».
El congreso de la UAP deliberó: «Que sea encargado al Comité Nacional de la UAP de promover una reunión de delegados del Comité de Relaciones de la UA Española, donde sean tratados los principales asuntos del movimiento internacional y en especial la constitución de la FAI».
Sin embargo, la Unión Anarquista Española promueve la Conferencia Anarquista de Valencia, en junio de 1927, en la cual a UAP fue representada por un delegado directo. Esta conferencia mantiene la decisión de Marsella en cuanto al Comité de la FAI, cuya sede debería fijarse en Lisboa, visto que las condiciones anómalas continuaban en España.
La cuestión es que esa anormalidad en España, se reprodujo en Portugal, con continuas represiones, varios elementos activos fueron deportados a África, quedando los restantes bajo una persecución feroz y el Comité de Relaciones nunca pudo ser organizado en Lisboa, creándose más tarde en Sevilla.
Pocos días después del Congreso de Marsella, se produce el golpe militar de 28 de mayo de 1926, que estuvo en el origen de una dictadura militar (1926-1933) y algunos años más tarde, en 1933, se instauró el Estado Nuevo, o dictadura de Salazar, que duró hasta a 25 de abril de 1974 (revolución de los claveles).
En 1936, la CGT participa en el congreso de la CNT, en Zaragoza.
En 1938, el movimiento anarquista es ya precario. Un grupo de militantes, entre los cuales se encuentra Emídio Santana, realizó un atentado fallido contra Salazar, en un intento de ayudar a España contra Francisco Franco.
A partir de ese momento, deja prácticamente de existir un verdadero movimiento anarquista, debido a la represión y al desmantelamiento de las organizaciones. ES el Partido Comunista Portugués el que va a desarrollarse, y que, con el apoyo de la Unión Soviética se va convirtiendo en la principal fuerza de oposición al régimen dictatorial salazarista.
El actual movimiento libertario fue relanzado durante los años 70.

### La importancia de los periódicos

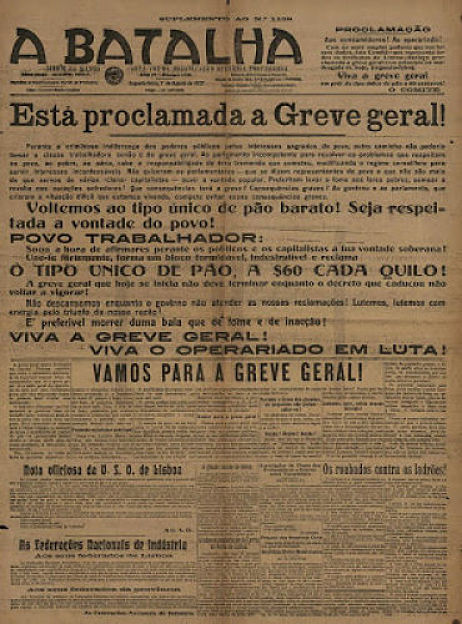
La Batalla, 1922

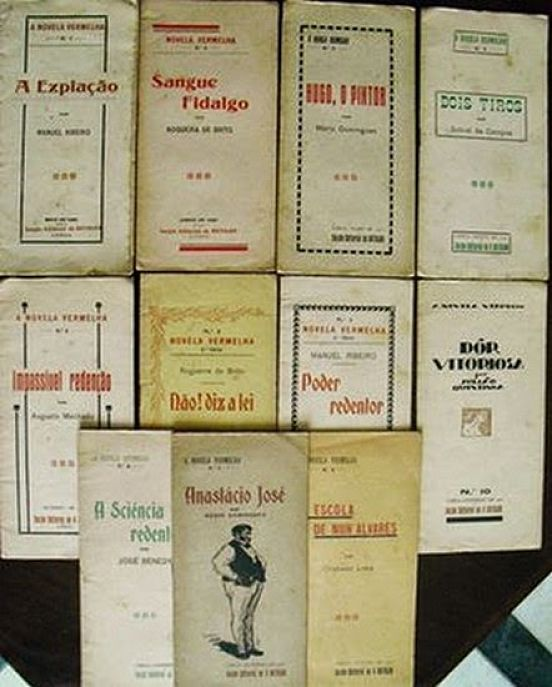
La novela roja, (1921-1922).

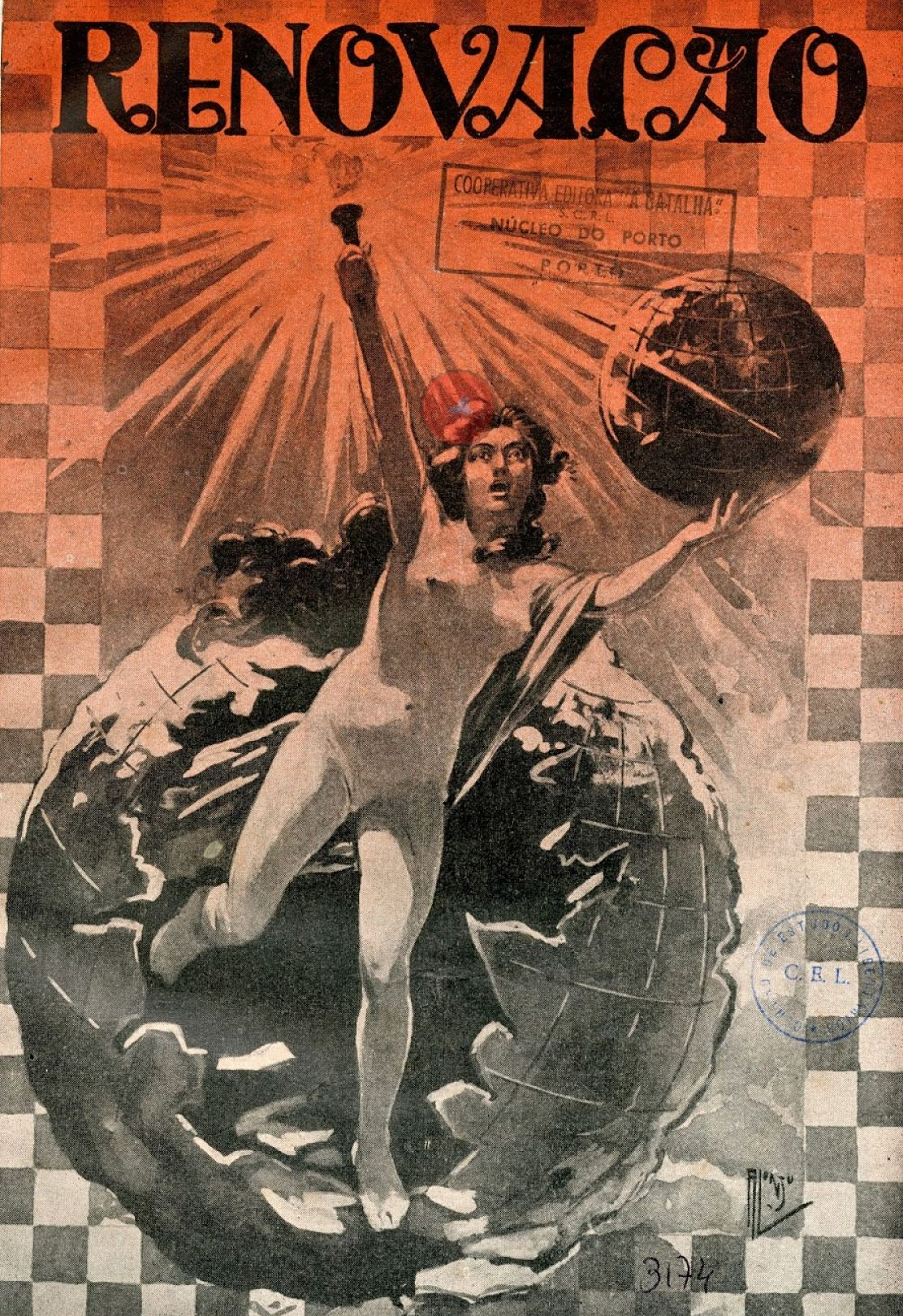
Renovación, (1925-1926)

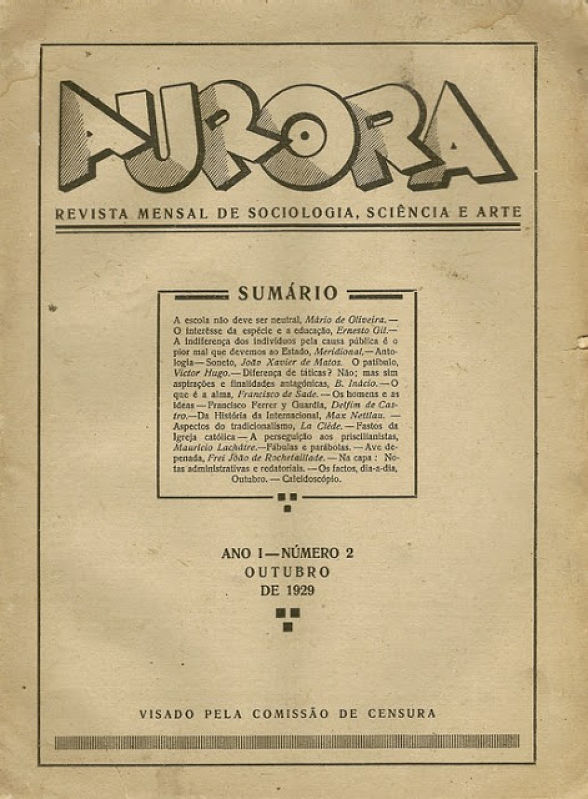
La Aurora, 1929

Se intensificó también la actividad de propaganda libertaria. A lo largo de 10 años, a partir de 1886, surgieron 24 periódicos. La mayor parte no duró más de 10 números. Sin embargo, el periódico “La Revolución Social” de 1887 de Oporto se publicó durante  48 números. “La Revuelta”, fundada en 1889, en Oporto, publicó 19 números. “La Revuelta” (2ª serie), de 1892, de Lisboa publicó 44 números. “La Propaganda” creada en 1894, en Lisboa, publicó 61 números.
Hubo también periódicos en otras ciudades como Coímbra, Covillana y Aveiro.
En esa época, se producía una fuerte represión sobre los anarquistas, especialmente en 1893 y 1886, año en que surgió la ley antianarquista. Este nuevo instrumento represivo permitió la prisión de quien quiera que fuera que «apoye, defienda o incite, oralmente o por escrito, la acción subversiva(…) o que profese las doctrinas anarquistas». La prensa quedó formalmente prohibida de hacerse eco de los atentados, de los interrogatorios policiales y del desarrollo de los procesos. La mínima alusión, aún velada, implicaba la suspensión del periódico, el decomiso de las publicaciones, y obligaba las tipografías a una pesada multa de 500 mil réis.
Gracias a los métodos expeditivos, la justicia portuguesa envía a la deportación, para  Guinea-Bissau, para Mozambique y sobre todo para Timor, a algunos «centenares de obreros» peligrosos o sospechosos.
A pesar de la persecución, fueron publicados algunos periódicos clandestinos como “El Petardo Anarquista” (Aveiro, 1896) y “El Revoltado” (Coímbra, 1898).
Más tarde surgieron “El Germinal” (Lisboa, 1900) y “El Agitador” (Oporto, 1901).
En 1908, surgió “A sementeira” que duró 11 años, siendo la publicación anarquista de mayor longevidad, si bien tuvo algún periodo de inactividad,  y que reunió al más vasto y cualificado conjunto de colaboradores, hasta 1919.
Con la Primera Guerra Mundial, se produce la división del movimiento anarquista y el periódico “La Aurora”, la tendencia antibelicista acusa los “anarco-guerreros” de haber olvidado los ideales pacifistas y de empujar los países hacia una aventura militarista de incalculables consecuencias.
Simultáneamente, se organiza el sindicalismo, de tendencia sindicalista revolucionaria y anarcosindicalista. La Unión Obrera Nacional es sustituida por la Confederación General del Trabajo (CGT) en 1919. Es entonces cuando se crea el diario «La Batalla» que fue cerrado por la dictadura pre-fascista en 1927. La CGT adhirió a la AIT en 1923.
“La Batalla” tenía una gran tirada y era muchas veces leída en voz alta en las cantinas de las fábricas, porque muchos obreros eran analfabetos. Era por eso el periódico que llegaba a un mayor número de personas.
En el inicio de los años 20, surgieron varios periódicos libertarios como el semanario «La Comuna» (Oporto, 1920). En la Isla de la Madeira surgió “El Obrero”, un órgano anarcosindicalista.
“La Batalla”, el día 29 de mayo de 1926, publicaba, al final, la indicación al proletariado organizado de que debería mantenerse «en la expectativa» ante el movimiento militarista. Era una resolución contraria a las propias resoluciones de la CGT y de la restante organización, que en sesiones comicios, etc., desde hacía mucho  tiempo venía preparándose contra este movimiento. En ese sentido deliberó el Comité Confederal, reunido ese mismo día, indicar a la redacción la conveniencia de que la orientación del periódico fuera conforme al espíritu de la CGT. El conflicto entre el Consejo Confederal de la CGT y la redacción de “La Batalla” se prolongó un tiempo más, lo que causó desorientación en el proletariado organizado y por tanto, este no dio respuesta inmediata al golpe militar fascista.
Con la dictadura, la represión se intensifica. En 1933 la censura previa es legalmente instituida. Los periódicos anarquistas, incluyendo “La Batalla”, pasan a ser clandestinos y a ser blanco de persecuciones.

## Publicaciones
De 1973 a 1986, fueron lanzados como portavoces de grupos o individuos cerca de 40 publicaciones, de entre las cuales:
- “O Clarão” (Londres - (1973)- 3 números publicados por Claude Moreira y archivados en el Centre International des Recherches sur de l'Anarchisme (CIRA) en Geneve y en el Centro de Documentación 25 de Abril de la Universidad de Coímbra - Portugal
- “Novaporta” (París, 1973)
- “Portugal Libertário” (Meaux, 1974)
- “La Idea” (París, 1974)

Se produce el golpe militar de 25 de abril de 1974 y surgieron inmediatamente nuevos periódicos. Fue fundada “La Batalla” (Lisboa, 1974) por Emídio Santana y otros viejos militantes. El año siguiente verían la luz:
- “Voz Anarquista” (Almada)
- “El Pasquim” (Cascais)
- “El Estripador” (Amadora)

En Lisboa salieron:
- “La Mierda” que tuvo grandes tiradas
- “El Pedo”
- “Acción Directa”

En 1976 se editaron:
- “Satanás” (Almada)
- “Apoyo Mutuo” (Évora)
- “Agitación” (Coímbra)
- “El Pesado” (Oporto)

Nacieron en 1977:
- “Sabotaje” (Lisboa)
- “Subversão Internacional” (Lisboa)

Les siguieron en 1978:
- “Revuelta” (Leiria)
- “El Meridional” (Faro), creado por el editor algarvio Júlio Carrapato[2]
- “Recortes del Arco de la Vieja” (Leiria)

En 1979“Informaciones y Contactos” (Lisboa).
En 1985 salió “Antítesis” (Almada).
En 1986 se publicó:
- “La Revuelta” (Leiria)
- “Maldición” (Coímbra)
- “Pravda” (Coímbra)

Esta lista no contiene todas las publicaciones de esa época, ni todas las publicaciones son consideradas como tales por todos anarquistas, pero son, o fueron, consideradas libertarias.
En los años 90 del siglo XX, se editaron diversas publicaciones libertarias (hay una gran variedad ideológica, de contenidos, y de formas) de entre las cuales:
- “La Batalla” (Lisboa)
- “Acción Directa” (Camarate)
- “Anatopia” (Lisboa)
- “Boletín de Información Anarquista” (Almada)
- “Coice de Mula” (Lisboa)
- “Fysga” (Oporto)
- “Desasosiego” (Oporto)
- “Insurreição” (Oporto)
- “La Sal de la Ira” (Lisboa)
- “Singularidades” (Lisboa)
- “Tambor” (Paredes)
- “Utopía” (Lisboa)

## Actualidad

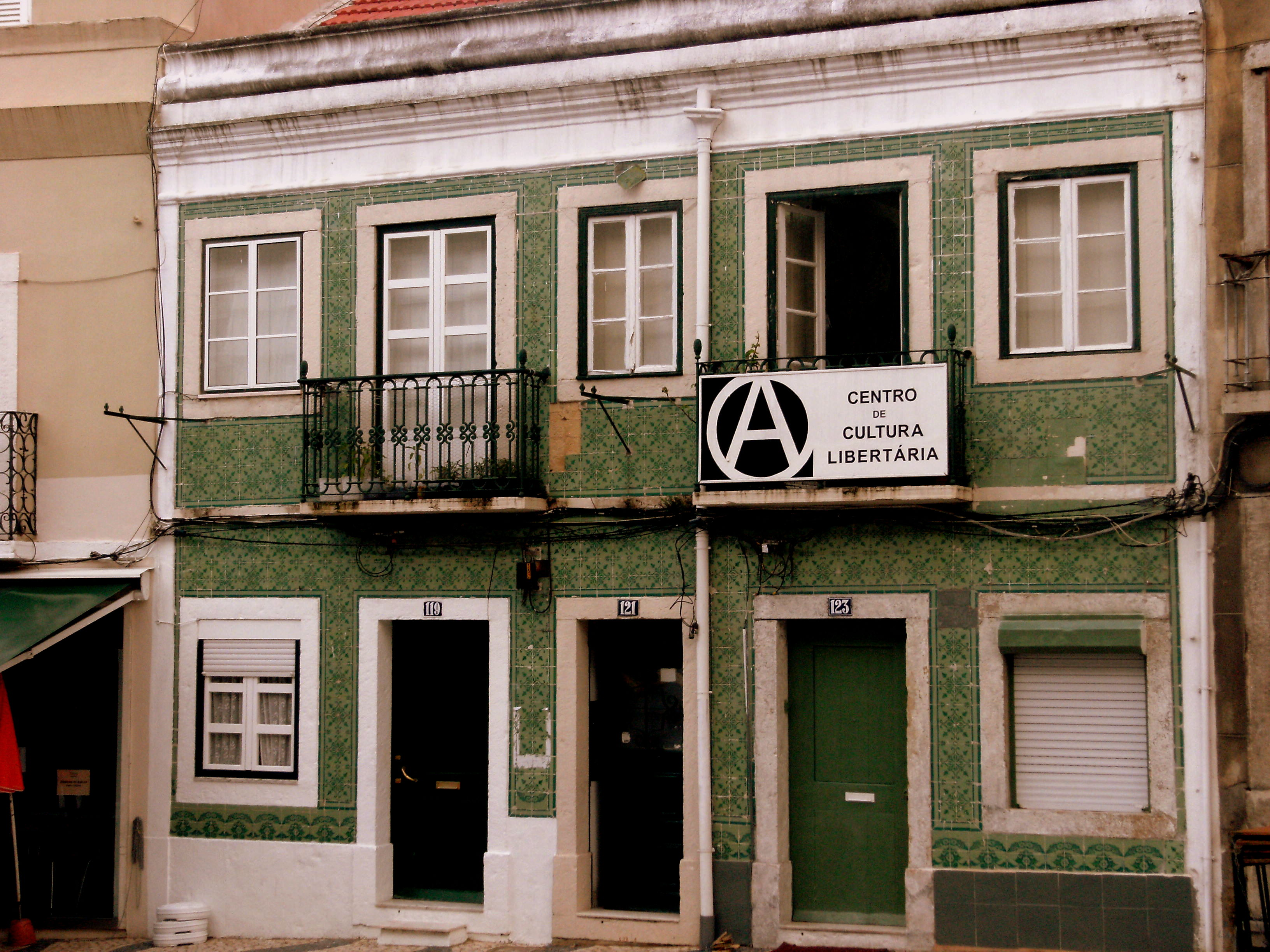
Centro de Cultura Libertária, en Almada

En la actualidad el movimiento anarquista en Portugal tiene poca expresión organizada, habiendo sólo una organización de escala nacional, la Sección Portuguesa de la Asociación Internacional de los Trabajadores, anarco-sindicalista, con núcleos en Guimarães, Lisboa y Puerto. En Lisboa existe también el Colectivo Estudantil Libertario de Lisboa, con presencia en escuelas secundarias y facultades. En Almada se encuentra el Centro de Cultura Libertaria .
Con internet el movimiento tuvo que adaptar sus medios comunicacionales, teniendo bastantes publicaciones dejado de existir o teniendo tiradas bastante reducidas. Algunas de las páginas de referencia para los anarquistas en Portugal son el Portal Anarquista., del antiguo Colectivo Libertario de Évora , lo indymedia.pt, y la página Guilhotina.info